# Pro Series Bath II 2011
Il Pro Series Bath II 2011, noto anche come AEGON Pro Series Bath, è stato un torneo professionistico di tennis giocato sul cemento. È stata la 1ª edizione del torneo, faceva parte dell'ATP Challenger Tour nell'ambito dell'ATP Challenger Tour 2011 e dell'ITF Women's Circuit nell'ambito dell'ITF Women's Circuit 2011. Si è giocato a Bath nel Regno Unito dal 21 al 27 marzo 2011.

## Partecipanti ATP

### Teste di serie
| Nazionalità | Giocatore              | Ranking* | Testa di serie |
| ----------- | ---------------------- | -------- | -------------- |
| Francia     | Nicolas Mahut          | 93       | 1              |
| Germania    | Dustin Brown           | 100      | 2              |
| Russia      | Dmitrij Tursunov       | 104      | 3              |
| Lussemburgo | Gilles Müller          | 108      | 4              |
| Francia     | Édouard Roger-Vasselin | 118      | 5              |
| Germania    | Andreas Beck           | 130      | 6              |
| Slovacchia  | Karol Beck             | 133      | 7              |
| Irlanda     | Conor Niland           | 135      | 8              |

### Altri partecipanti
Giocatori che hanno ricevuto una wild card:
- Daniel Cox
- Daniel Evans
- Joshua Milton
- Daniel Smethurst

Giocatori passati dalle qualificazioni:
- Ervin Eleskovic
- Michael Lammer
- Miloslav Mečíř Jr.
- Alexander Ward

## Partecipanti WTA

### Teste di serie
| Nazionalità | Giocatore             | Ranking* | Testa di serie |
| ----------- | --------------------- | -------- | -------------- |
| Paesi Bassi | Michaëlla Krajicek    | 128      | 1              |
| Rep. Ceca   | Petra Cetkovská       | 138      | 2              |
| Lussemburgo | Anne Kremer           | 145      | 3              |
| Italia      | Anna Floris           | 157      | 4              |
| Romania     | Liana Ungur           | 168      | 5              |
| Germania    | Mona Barthel          | 166      | 6              |
| Spagna      | Sílvia Soler Espinosa | 167      | 7              |
| Svizzera    | Stefanie Vögele       | 181      | 8              |

### Altre partecipanti
Giocatrici che hanno ricevuto una wild card:
- Lucy Brown
- Katy Dunne
- Nicola George
- Jade Windley

Giocatrici passati dalle qualificazioni:
- Naomi Broady
- Marta Domachowska
- Claire Feuerstein
- Anna-Lena Grönefeld
- Leticia Costas Moreira
- Marta Sirotkina
- Melanie South
- Lara Arruabarrena-Vecino
- Sarah Gronert (lucky loser)

## Campioni

### Singolare maschile
Dmitrij Tursunov ha battuto in finale  Andreas Beck, 6–4, 6–4

### Singolare femminile
Stefanie Vögele ha battuto in finale  Marta Domachowska, 6(3)–7, 7–5, 6–2

### Doppio maschile
Jamie Delgado /  Jonathan Marray hanno battuto in finale  Yves Allegro / Andreas Beck, 6–3, 6–4

### Doppio femminile
Tímea Babos /  Anne Kremer hanno battuto in finale  Marta Domachowska /  Katarzyna Piter, 7–6(5), 6–2